# Altair
Altair (α Aquilae) je bijela zvijezda u zviježđu Orla, prividne veličine 0,77, udaljena 16,8 godina svjetlosti od nas. Temperature oko 7800°K, spektralnog tipa A7IV-V. Apsolutne veličine +2,20 je 11 puta sjajnija od Sunca. Stabilna zvijezda u kojoj se energija stvara fuzijom vodika u helij. Altair nije sferičnog oblika, već je spljošten na polovima zbog svoje velike brzine rotacije.  Ostale interferometrijske studije s više teleskopa, koji rade u infracrvenom spektru, snimile su i potvrdile ovaj fenomen.